# Wyspa zielona
Wyspa zielona – album polskiego piosenkarza rockowego Pawła Kukiza i zespołu Perverados, wydana przez Universal Music Polska 9 listopada 2018.

## Lista utworów[2]
1. „Wyspa Zielona” – 3:09
2. „Nic Nie Boli Tak Jak Miłość” – 3:59
3. „Biedny Jak G.” – 3:49
4. „Słońce Peru” – 4:40
5. „Wakacyjna Miłość Z Brodą” – 3:09
6. „Pendolino” – 4:14
7. „Basiu” – 3:22
8. „O, Pani Sędzio” – 4:00
9. „Galactic Love” – 3:31

## Twórcy
- Paweł Kukiz – śpiew
- Wiktoria Grudniok – chórki
- Emil Jeleń – instrumenty klawiszowe
- Wojciech „Amor” Cieślak – gitary